# Espanha nos Jogos Olímpicos de Inverno de 1964
A Espanha competiu nos Jogos Olímpicos de Inverno de 1964, realizados em Innsbruck, Áustria.